# Khỉ sóc chân trắng
Khỉ sóc chân trắng, danh pháp hai phần là Saguinus leucopus, là một loài động vật có vú trong họ Cebidae, bộ Linh trưởng. Loài này được Günther mô tả năm 1876.

## Hình ảnh

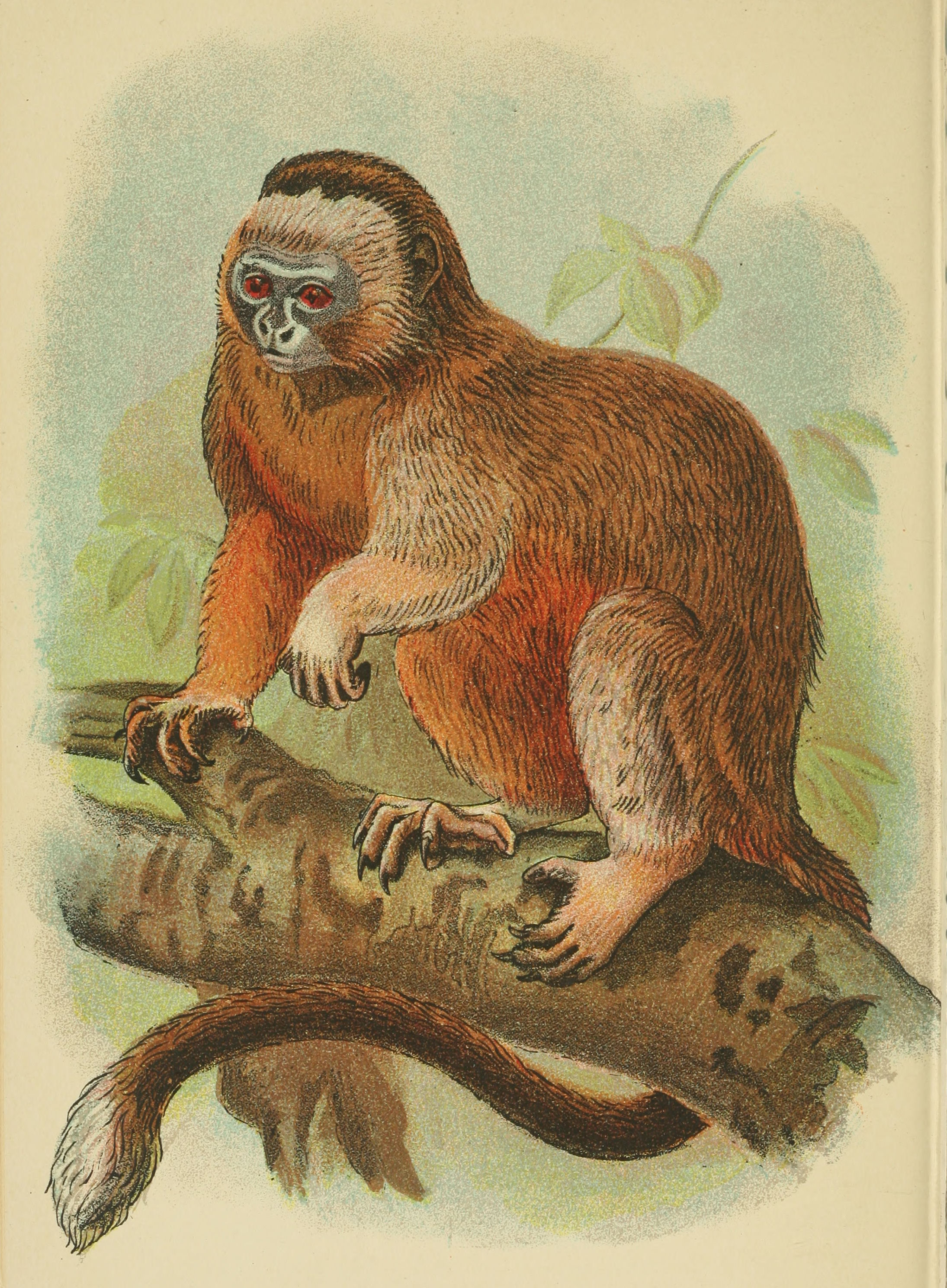
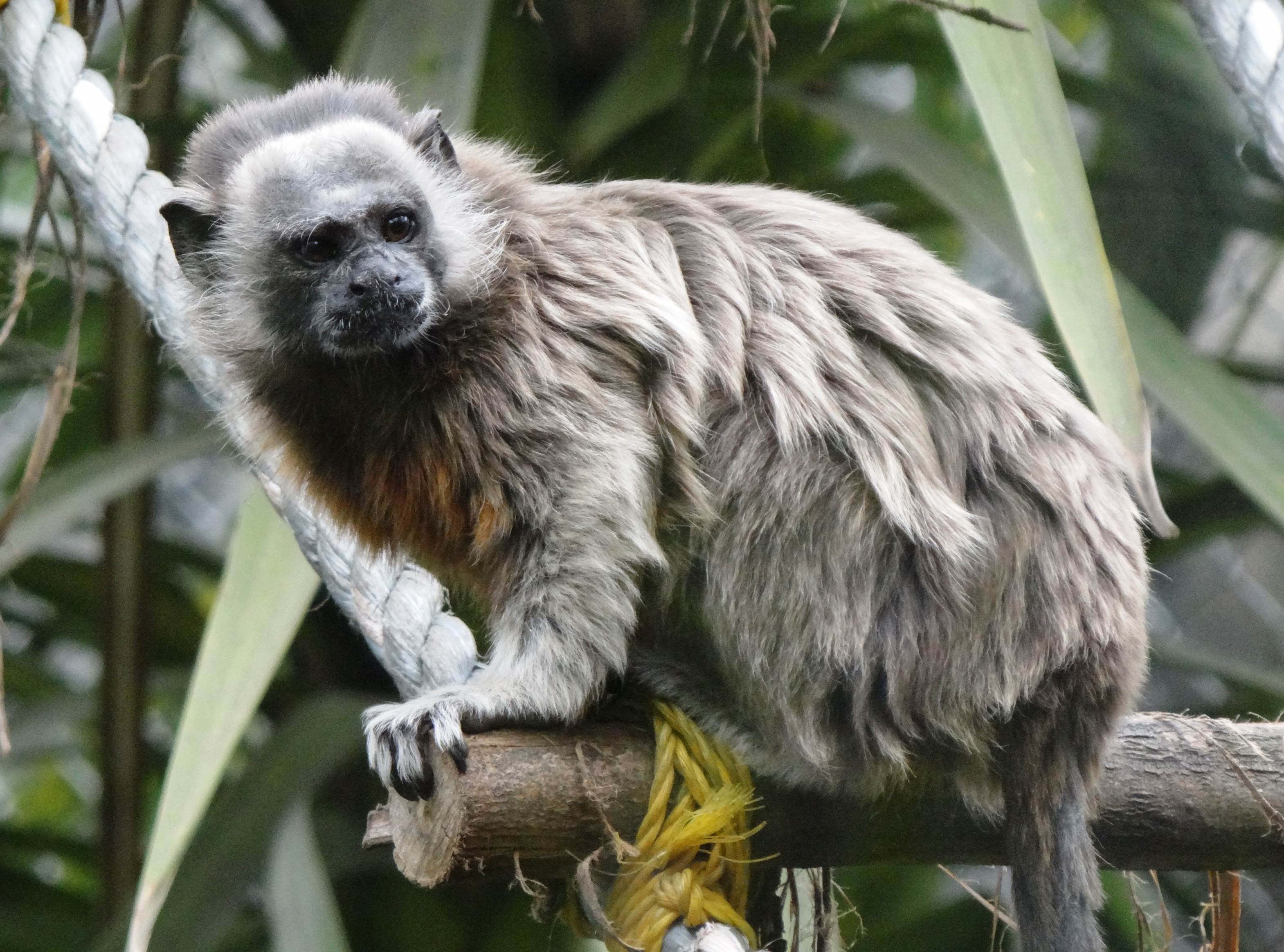
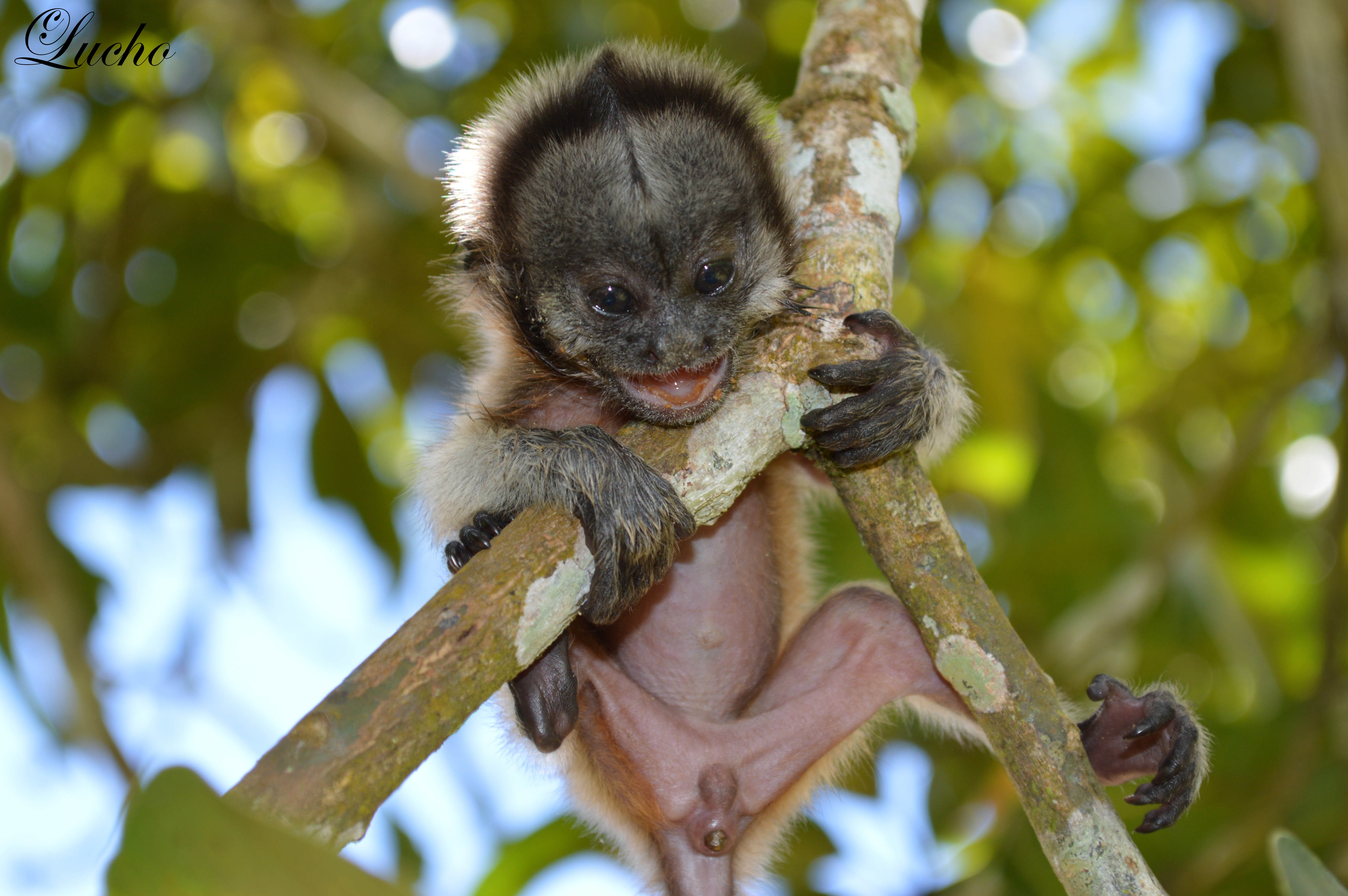
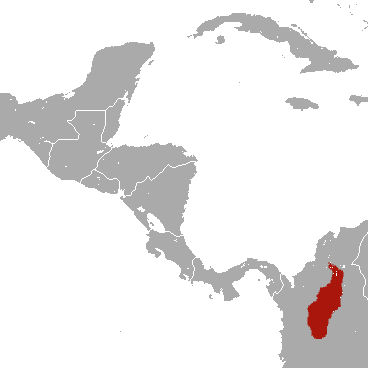